# Alsterdorf (metrostation)
Alsterdorf is een metrostation in het stadsdeel Alsterdorf/Winterhude van de Duitse stad Hamburg. Het station werd geopend op 1 december 1914 en wordt bediend door lijn U1 van de metro van Hamburg.